# Uシート

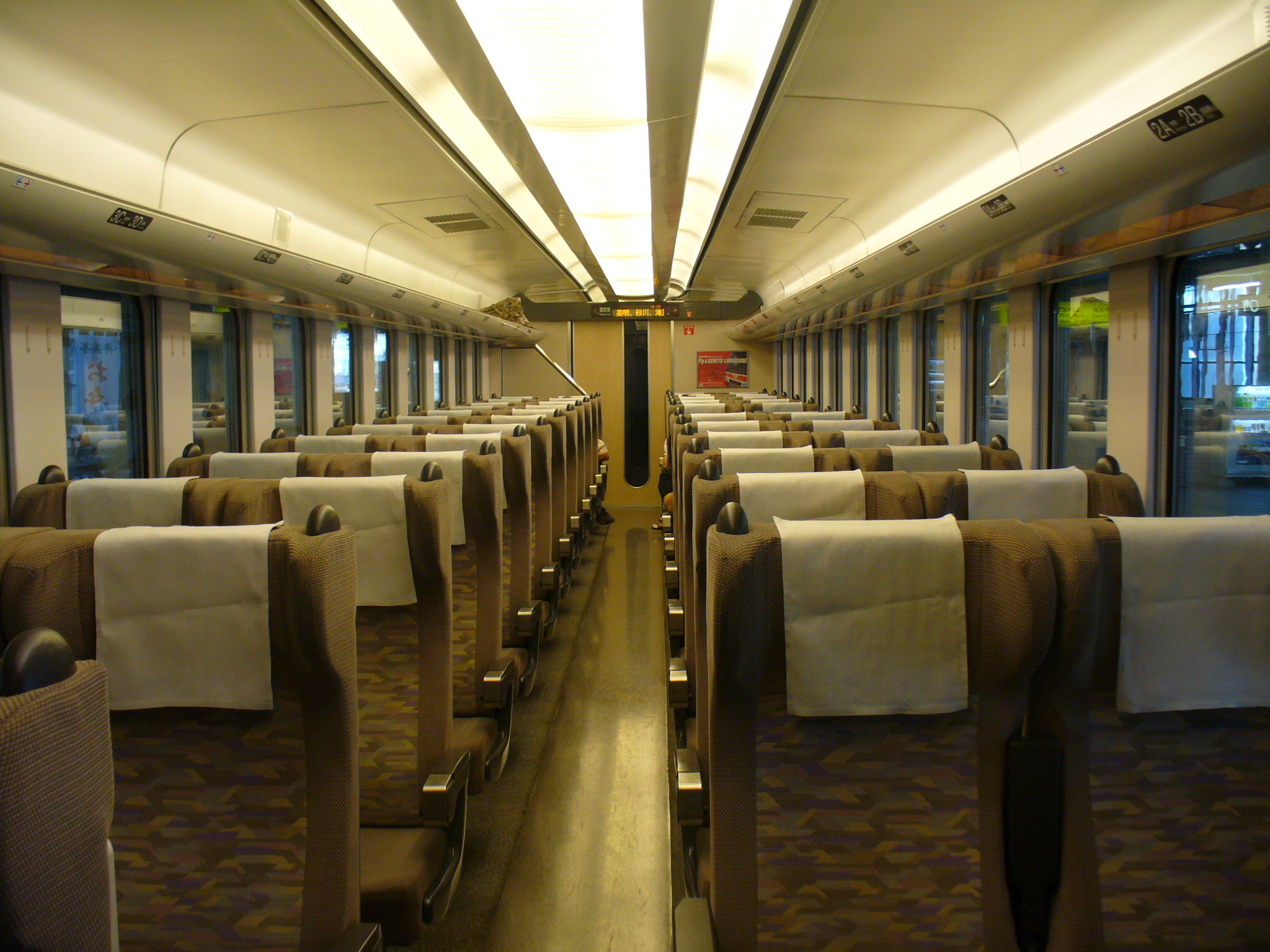
785系電車（500番台）のuシート車内装

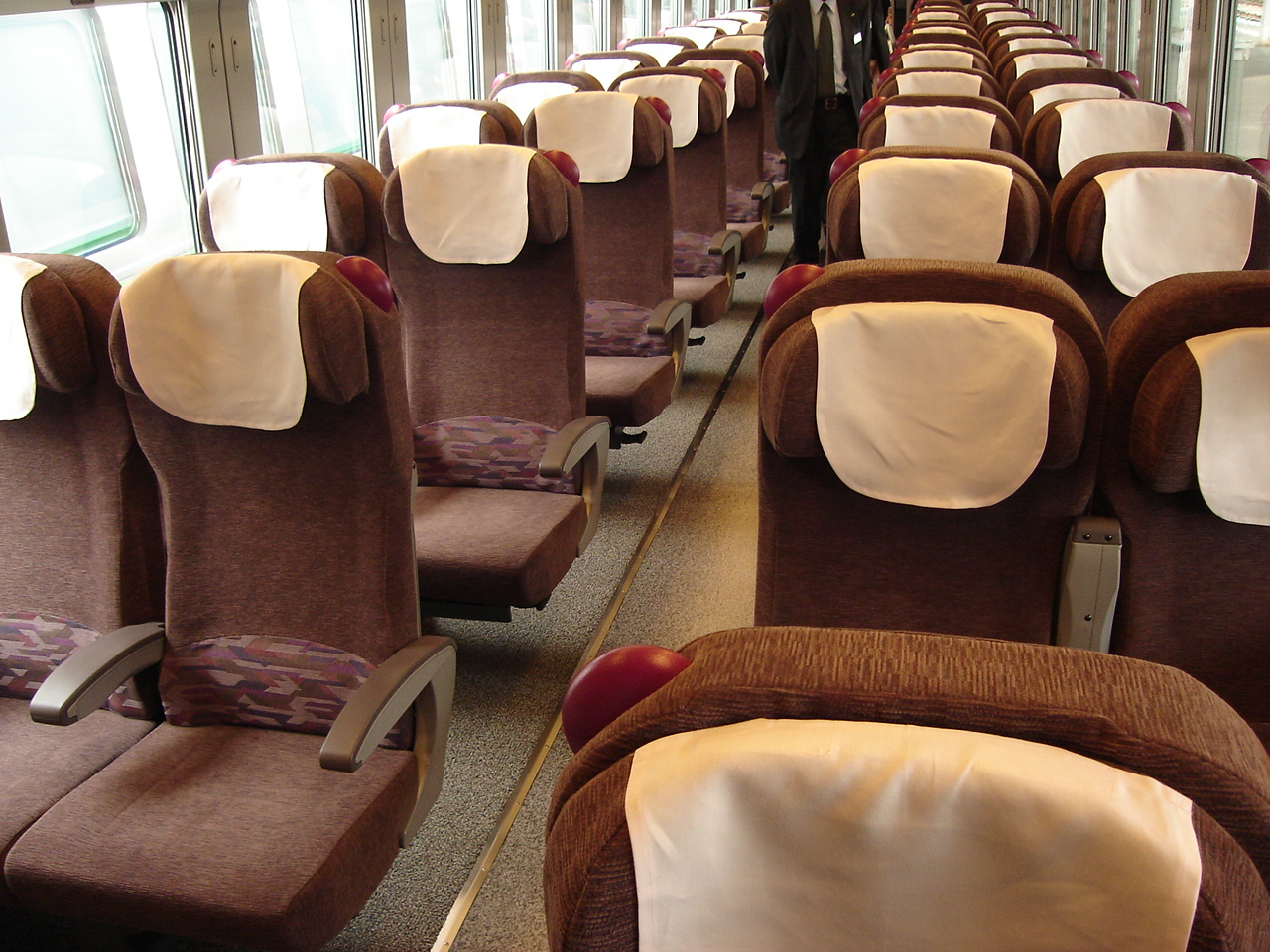
789系電車（1000番台）のuシート車内装

uシート（ユーシート）は、北海道旅客鉄道（JR北海道）が運行する一部の特急列車および快速「エアポート」に設定されている普通車座席指定席の愛称である。

## 概要
従来の普通席とグリーン席の中間に当たるグレードの座席として「ワンランク上のくつろぎ」を訴求している。名称は「『余裕』の旅を『あなた (you)』のためにご用意しました」という意味から名づけられた。
座席は、普通・快速列車用車両については、編成中の他の車両（転換式クロスシート・ロングシート）と異なり、特急列車の普通席並みのリクライニングシートとしている。
特急用車両については、グリーン車を連結しない一部の電車特急に設定されており、自由席車のリクライニングシートより背もたれ高さや座席幅、シートピッチ、テーブル寸法を拡大し、チケットホルダーやパソコン用のコンセントを装備するなど、事実上グリーン席に準ずる特別席として、通常の普通車指定席より上位の位置づけとされている。
室内照明はグリーン車に多く見られる電球色となっている。

### 料金体系
JR北海道内完結の通常の普通車指定席と同様、乗車券の他に快速エアポートの場合840円の座席指定券、特急列車の場合は指定席特急券(自由席との差額530円)を追加購入することで利用できる。このため、座席指定券（あるいは指定席特急券）と組み合わせられる乗車券の制限については通常の指定席（あるいは指定席特急券）に準じる。
他の列車の座席指定券と同様に、みどりの窓口、指定席券売機などで購入できる。基本的に車内で購入することはできない。
なお、列車によっては編成中にuシート車を連結している車両を充当している場合でも、uシート車を全区間あるいは一部区間自由席として開放するものがあり（後述）、この場合は別途料金は不要である。

## 沿革
新千歳空港駅の開業に合わせ、1992年（平成4年）7月1日に運行を開始した快速「エアポート」には当初から指定席が設定されていた。
当時、「エアポート」には近郊形車両である721系電車と特急形車両781系電車（エル特急「ライラック」との直通列車に使用）が用いられていたが、指定席車の内装は他の自由席車と同一であり、781系は簡易リクライニングシート、近郊型車両の721系に至っては転換式クロスシートであった。
このことから、追加料金額に比した割高感もあって利用率が低迷していたため、2000年（平成12年）11月上旬から721系電車で運行される新千歳空港駅 - 札幌駅 - 小樽駅間の列車において、指定席（当時は4号車の半室）の内装を上記のように全面改装し、「uシート」の愛称が付けられた。併せて、従来は新千歳空港駅 - 札幌駅間のみの設定（札幌駅 - 小樽駅間は自由席扱い）だった指定席が小樽駅までの全区間に拡大された。
2001年（平成13年）7月1日からはエル特急「ライラック」との直通列車に使用する特急形車両781系電車にも拡充された。「uシート」は4号車（クモハ781形）の半室のみであった。
2002年（平成14年）3月16日に新千歳空港駅直通列車が「ライラック」から「スーパーホワイトアロー」に置き換えられた際には、使用される785系電車に「uシート」用の新製車（モハ785形500番台・モハ784形500番台）が組み込まれた。
2003年（平成15年）9月15日から、快速「エアポート」用721系の編成組み替えが行われ、従来は半室のみだった「uシート」が全室に拡大された。2004年（平成16年）3月13日までに全編成の組み換えが完了し、同日のダイヤ改正に伴い、札幌駅・新千歳空港駅に「uシート」専用の指定券券売機が設置された。
2007年（平成19年）10月1日には、エル特急「スーパーカムイ」と快速「エアポート」に789系電車（1000番台）が導入され、4号車（モハ789形2000番台）に「uシート」が連結された。これに伴い、781系が引退した。また、エル特急「すずらん」（室蘭駅 - 東室蘭駅 - 札幌駅間）にも785系が投入され、「スーパーカムイ」・「エアポート」と同様に「uシート」車が連結されるようになった。
2014年（平成26年）7月19日からは、快速「エアポート」に733系電車（3000番台）が投入された。なお、733系では「uシート」のFM文字放送は実施されず、721系の「uシート」で実施されていたFM文字放送も同年7月31日をもって終了する。
2016年（平成28年）3月26日乗車分より繁忙期や閑散期の指定席料金設定が廃止され、通年520円に改定されたほか、快速「エアポート」の指定席料金が310円から520円に値上げされた。
2019年（令和元年）10月1日の消費税増税を受け、同日乗車分より指定席料金が520円から530円に値上げされた。
2022年（令和4年）4月1日より快速エアポートのuシートえきねっとチケットレス予約サービスを導入。同時に快速エアポートにおける指定席料金が840円に改定(カムイ･すずらんについては530円据え置き)。

## 連結車両
- 721系電車：6両編成（2000年11月上旬 - ）
快速・特別快速・区間快速「エアポート」
- 721系電車：3両編成（F-1009編成のみ）（2000年11月上旬 - ）
快速・特別快速・区間快速「エアポート」
- 733系電車（3000・4000番台）：6両編成（2014年7月19日 - ）
快速・特別快速・区間快速「エアポート」
- 785系電車（500番台）：5両編成（2002年3月16日 - ）
特急「すずらん」
- 789系電車（1000番台）：5両編成（2007年10月1日 - ）
特急「カムイ」／「すずらん」

快速「エアポート」において、早朝・夜間の一部列車は札幌以西の区間で普通列車（各駅停車）として運行されるため、その区間内では「uシート」も自由席扱いとなり座席指定券不要で利用できる。同様に、特急「すずらん」も室蘭駅から東室蘭駅までの区間は特例により、乗車券のみで「uシート」を含めた普通車の空席が利用できる。その他、「uシート」車連結編成が間合い運用で使用される普通列車の場合も自由席扱いとなり、座席指定券は不要である。
また、編成内の車両における記号でも「u」が用いられる。

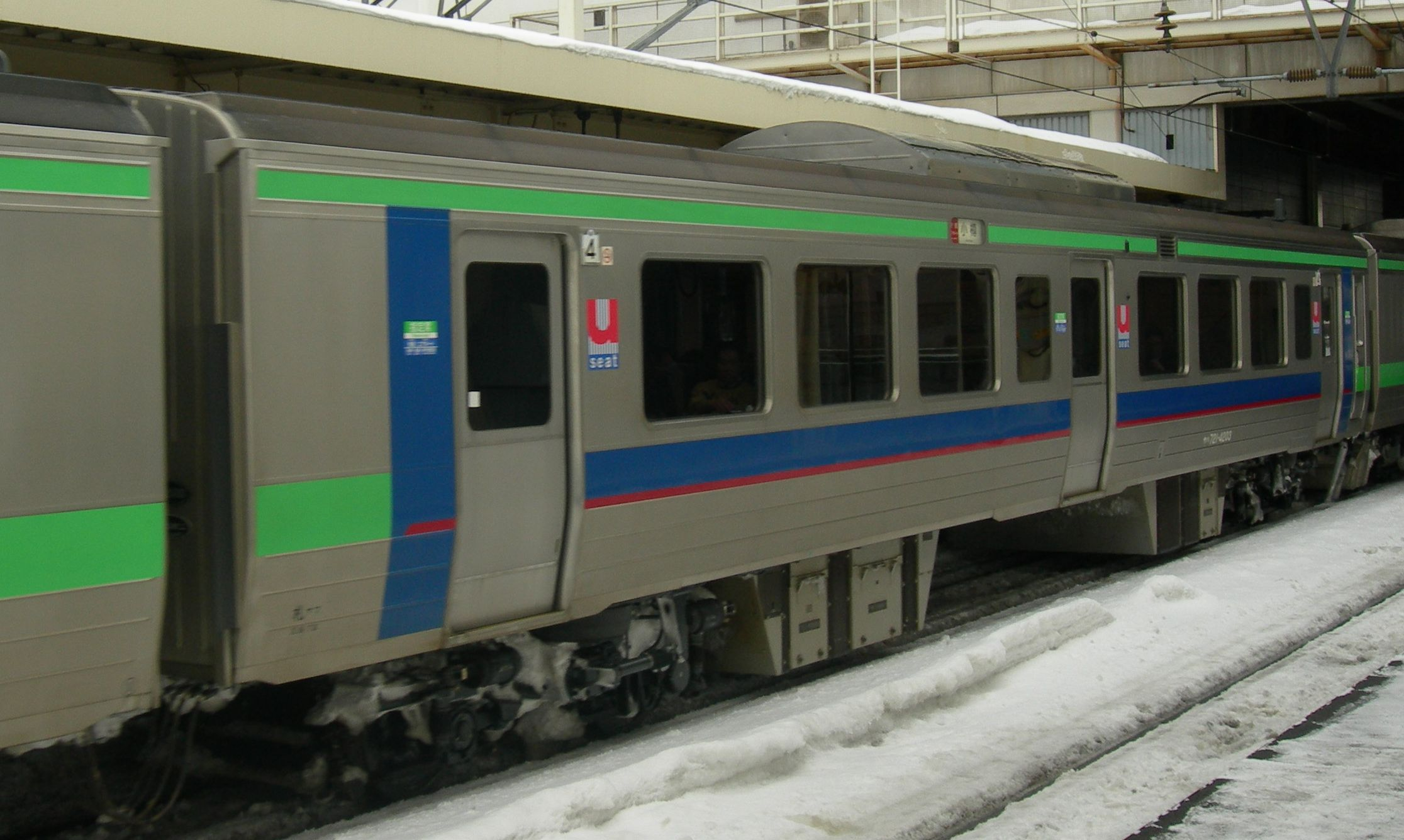
サハ721-4203
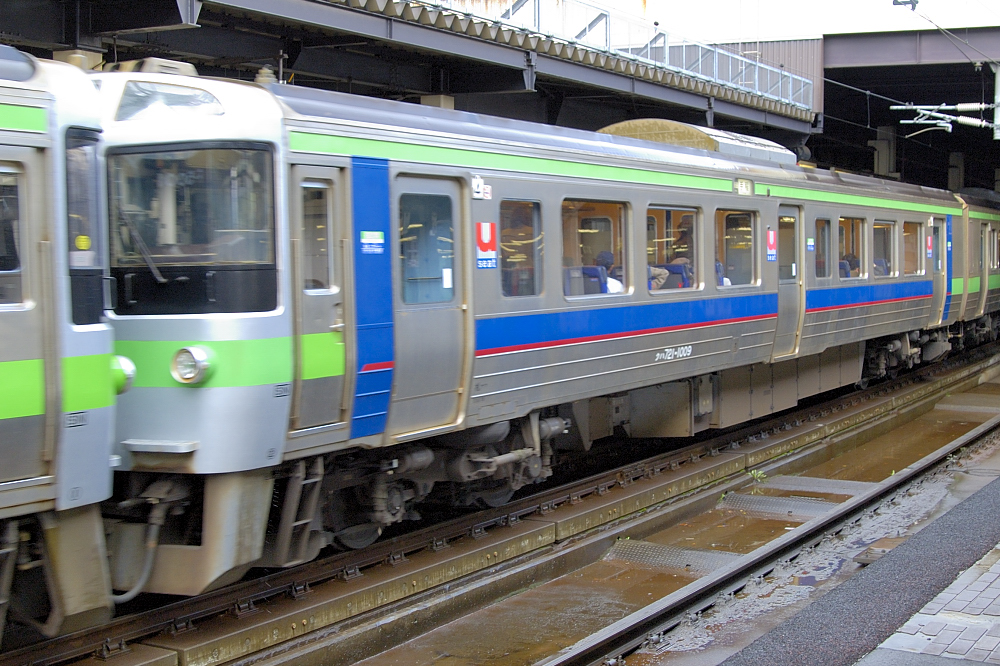
クハ721-1009
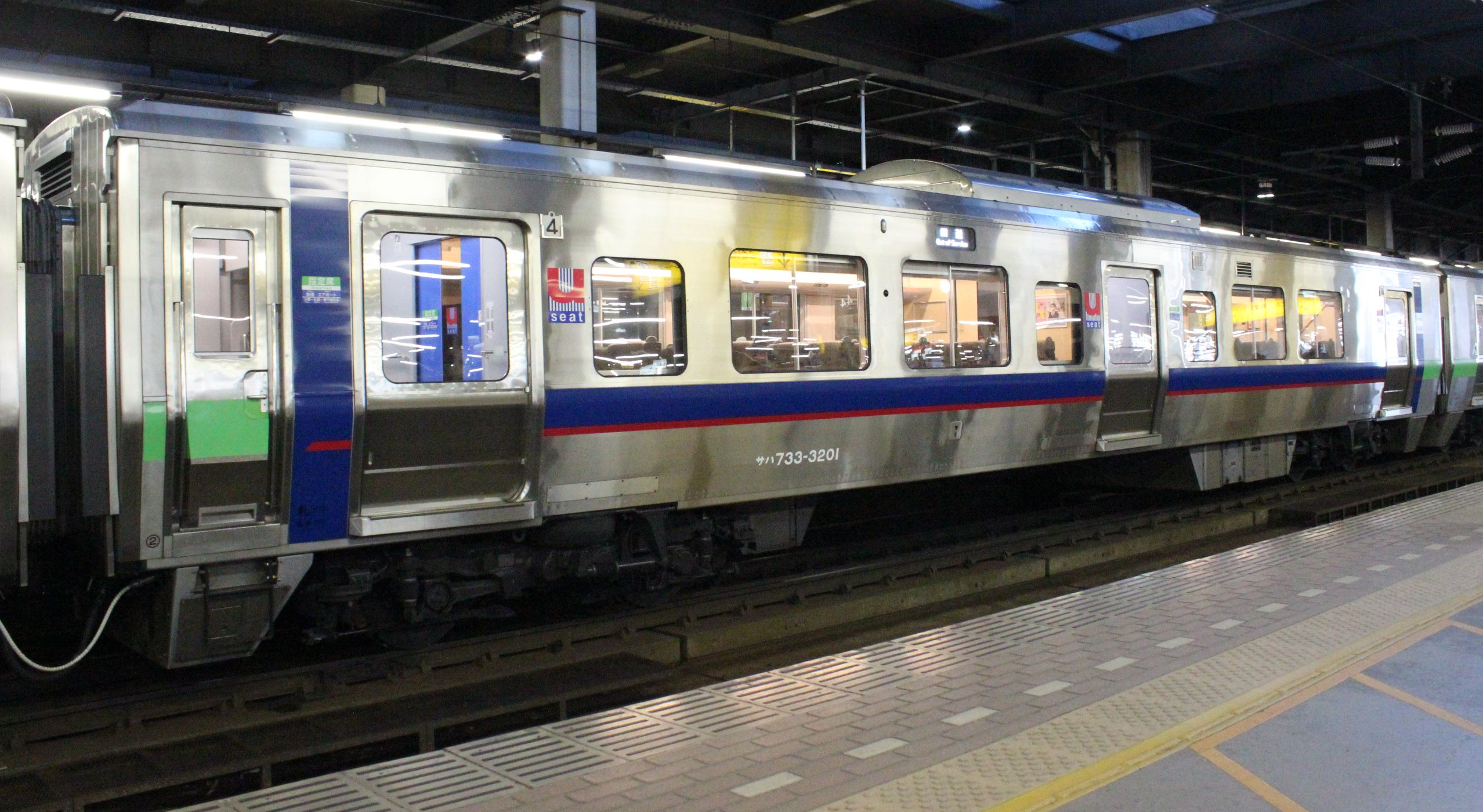
サハ733-3201
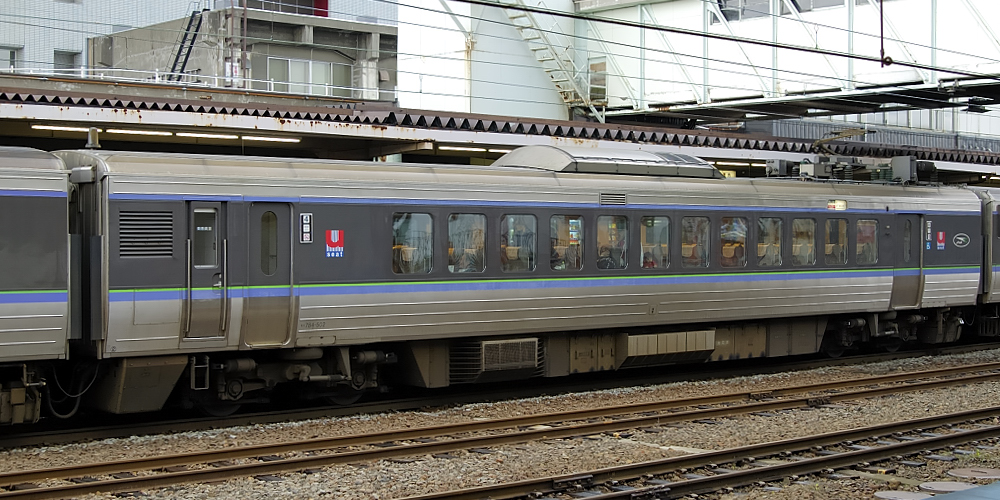
モハ784-502
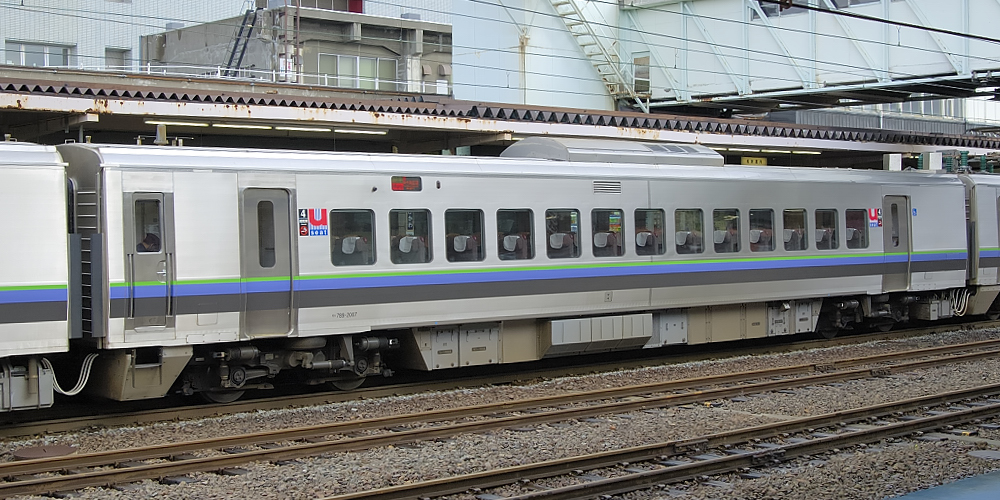
モハ789-2007

### 過去の車両・列車
- 781系電車：4両編成[注 6]（2001年7月1日 - 2007年9月30日）
エル特急「ライラック」

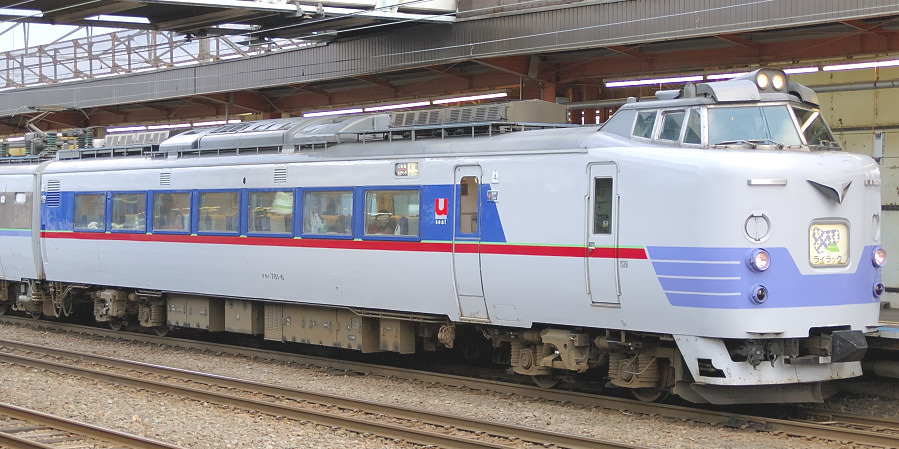
クモハ781-6

- 785系電車（500番台）：5両編成（2002年3月16日 -）
快速「エアポート」(- 2016年3月25日)／エル特急「スーパーカムイ」(- 2017年3月3日)
- 789系電車（1000番台）：5両編成（2007年10月1日 -）
快速「エアポート」(- 2016年3月25日)／エル特急「スーパーカムイ」(- 2017年3月3日)